# Alfons Stauder

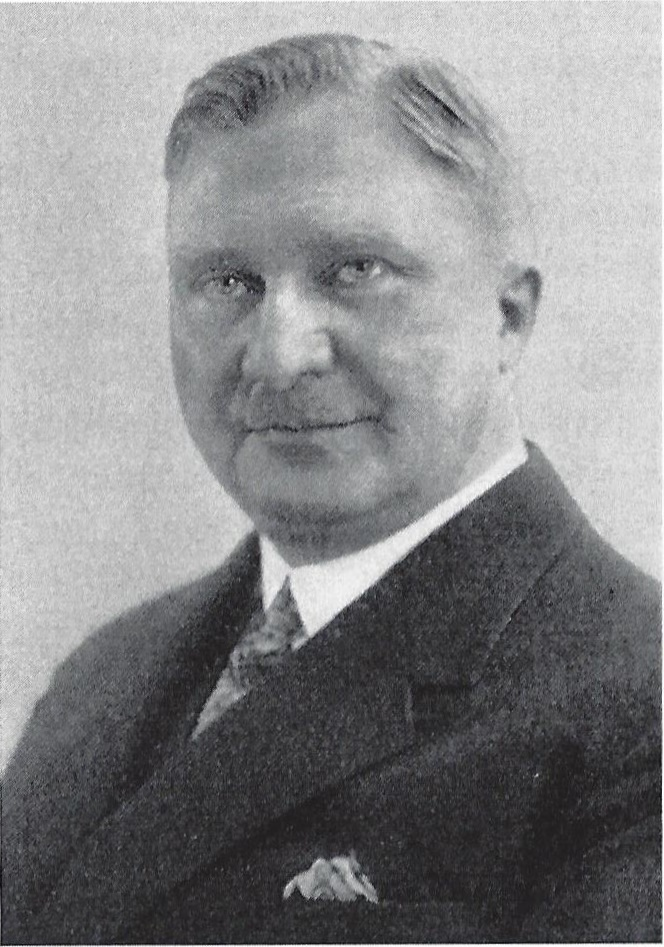
Alfons Stauder, vor 1931

Alfons Stauder (* 12. April 1878 in Nürnberg; † 17. Dezember 1937 in München) war ein deutscher Mediziner, Gastroenterologe und deutschnationaler Ärzteschaftsfunktionär.

## Leben
Stauder besuchte das Melanchthon-Gymnasium Nürnberg und studierte Medizin an der Friedrich-Alexander-Universität Erlangen und der Julius-Maximilians-Universität Würzburg. Am 31. Mai 1897 wurde er im Corps Bavaria Erlangen recipiert. 1899 diente er sechs Monate als Einjährig-Freiwilliger beim Königlich Bayerisches 19. Infanterie-Regiment „König Viktor Emanuel III. von Italien“. Die zweite Hälfte absolvierte er ab dem 1. August 1901 beim Königlich Bayerischen 8. Feldartillerie-Regiment „Prinz Heinrich von Preußen“. 1902 wurde er in Würzburg zum Dr. med. promoviert. 1903 ließ er sich als Facharzt für Magen-, Darm- und Stoffwechselkrankheiten in Nürnberg nieder. Seit 1904 war Stauder Vorstandsmitglied des Ärztlichen Bezirksvereins Nürnberg, später auch dessen 1. Vorsitzender.
Mit dem Königlich Bayerischen 21. Infanterie-Regiment „Großherzog Friedrich Franz IV. von Mecklenburg-Schwerin“ zog er an die Westfront (Erster Weltkrieg). Am 14. Februar 1915 wurde er vom Oberarzt zum Stabsarzt befördert. 1919 wurde er Vorsitzender des Landesausschusses der Ärzte Bayerns, 1927 Vorsitzender der Bayerischen Landesärztekammer und des Bayerischen Ärzteverbandes. Ebenso war er ab 1921 Mitglied des Geschäftsausschusses des Deutschen Ärztevereinsbundes, 1925 dessen zweiter und ab 1926 erster Vorsitzender. Von 1929 bis zu seinem Rücktritt am 7. Juni 1933 war er zusätzlich 1. Vorsitzender des Verbandes der Ärzte Deutschlands. Stauder war Herausgeber des Bayerischen Ärztetaschenbuchs mit Kommentar des bayerischen Ärzterechts (Stauder-Wirschinger) und Mitherausgeber der Münchner Medizinischen Wochenschrift. Seit 1919 leitete er die Bayerischen Ärztetage, ab 1927 auch die Deutschen Ärztetage. 1933 wurde er vom nationalsozialistischen Regime aus seinen Funktionen verdrängt.
Seit 1919 an einer dilatativen Kardiomyopathie erkrankt, starb Stauder mit 59 Jahren. Er wurde kremiert und auf dem Johannisfriedhof (Nürnberg) beigesetzt.
Stauder war Mitglied der Deutschnationalen Volkspartei und der Nürnberger Freimaurerloge Joseph zur Einigkeit.

## Ehrungen
- Eisernes Kreuz 2. Klasse (2. Oktober 1914)
- Militärverdienstorden (Bayern) 4. Klasse mit Schwertern (30. November 1914)
- Militärverdienstkreuz (Mecklenburg) (19. April 1915)
- Militär-Sanitäts-Orden 2. Klasse (10. Oktober 1915)
- Eisernes Kreuz 1. Klasse (15. April 1920)
- Sanitätsrat (1922)
- Dr. rer. pol. h. c. der Universität Erlangen (1923)
- Geheimer Sanitätsrat (1927)
- Alfons-Stauder-Straße in Köln (1957, 2014 umbenannt)
- Alfons-Stauder-Straße in Nürnberg (1975, nach Überprüfung der Aktenlage nicht umbenannt)